# 映画の達人
映画の達人 Filmania（えいがのたつじん）は、フジテレビで2008年4月17日から2009年3月まで、木曜日25:45～26:15（金曜日未明、JST）で放送していた映画についてトークする深夜番組。第一シーズン後半から、海外ロケ地ものが増えて、高視聴率を記録していた。

## 概要
- 毎回映画に関するテーマを設定し、その分野に精通した映画人をゲストに呼び熱く語らせる。番組の目的は、映画の楽しさを視聴者に知ってもらい、映画ファン層の拡大や映画界全体のブームアップなどを図っていくこと。
- 海外ロケ地ものは、撮影禁止とされているルーカスフィルム内で取材を行ったり、映画のロケ地を探し出し、映画の映像と比べたりする深夜番組としては画期的な内容となっている。
- 番組冒頭に登場し「映画は点で見るな、線で見ろ」という標語を提示するのは、フジテレビ映画事業トップの亀山千広。
- 出演者は、知名度ではなく、本当に映画の詳しい人物を採用。プロデューサーの友人関係がおおい。

## 放送時間
- フジテレビ　毎週木曜日25:45～26:15
- フジテレビ721　毎週金曜日17:30～18:00

フジテレビ721については再放送が数回あり、フジテレビCSHDでも放送された回もあった。

## テーマ一覧
＜第三シーズン＞
- 第22回　「スピルバーグ映画・前編」

ゲスト：笠井信輔、佐藤信介、末吉里花
- 第23回　「スピルバーグ映画・後編」

ゲスト：笠井信輔、佐藤信介、末吉里花
- 第24回　「DORAMANIA」

ゲスト：デーブ・スペクター、水道橋博士
- 第25回　「矢口映画の作り方」

ゲスト：矢口史靖
　　この番組は、映画「ハッピーフライト」のDVD、BDに収録されている。
- 第26回　「アクターズムービー」

ゲスト：大沢たかお、田辺誠一
- 第27回　「旅行映画」

ゲスト：長谷部瞳、肘井美佳
- 第28回　「ピクサー」

ゲスト：アンドリュー・スタントン、ベン・バート
- 第29回　「ギャング映画」

ゲスト：ロバート・ハリス、中瀬ゆかり
＜第二シーズン＞
- 第12回　「ホラー映画の作り方１」

ゲスト：長江俊和、清水崇、細谷佳文
- 第13回　「ホラー映画の作り方２」

ゲスト：長江俊和、清水崇、細谷佳文
- 第14回　「インディ・ジョーンズ全史を語る」

ゲスト：佐藤信介、EE男
- 第15回　「LAロケ地巡り」 （8月1日）

出演：　佐野瑞樹
- 第16回　「Studio 4c」 （8月8日）

ゲスト：田中栄子、マイケル・アリアス、森本晃司
- 第17回　「泣ける映画」 （8月15日）

ゲスト：田中要次、佐藤めぐみ
- 第18回　「Sex and the City１」 （8月22日）

ゲスト：阿部知代、中野美奈子、戸部洋子、秋元優里
　　秋元優里の映画通ぶりに感心したプロデューサーは、彼女を映画の達人2準レギュラーに採用した
- 第19回　「Sex and the City２」 （8月29日）

ゲスト：阿部知代、中野美奈子、戸部洋子、秋元優里
- 第20回　「公開収録　達人の達人」

出演：　映画の達人さん
- 第21回　「サウンドトラック」

ゲスト：福の上達也、ロバート・ハリス、馬場敏裕
＜第一シーズン＞
- 第01回　「ジェリー・ブラッカイマー」（2008年4月17日）

ゲスト：臼井裕詞、デーブ・スペクター、澤野ひとみ
- 第02回　「笑えるカンフー」（4月24日）

ゲスト：西冬彦、ミシェル・フェレ、与座嘉秋
- 第03回　「SF超大作」（5月1日）

ゲスト：樋口真嗣、藤谷文子、佐藤信介
- 第04回　「SF超大作　延長戦」（5月8日）

ゲスト：樋口真嗣、藤谷文子、佐藤信介
- 第05回　「クエンティン・タランティーノ」

ゲスト：石井克人、谷口宏幸、尾野真千子
- 第06回　「ファッション映画」

ゲスト：桂由美、棚橋公子、和季沙也
- 第07回　「三谷幸喜」

ゲスト：石原隆、重岡由美子、鈴木雅之
　　この回のゲストは、全てフジテレビ社員
- 第08回　「ちょっとエッチな青春映画」

ゲスト：大泉洋、ムロツヨシ
　　この回のテーマは大泉洋自身が決めた
- 第09回　「キャメロン・クロウ」

ゲスト：福の上達也、南美布、エリーローズ
- 第10回　「ルーカスフィルム潜入レポート 1　スカイウォーカー・サウンド」

出演：　佐野瑞樹
- 第11回　「ルーカスフィルム潜入レポート 2　ILM」

出演：　佐野瑞樹

## 出演者
- 宅間孝行
- 大和田美帆

## スタッフ
- 企画：織田雅彦
- 構成：平岡秀章
- 撮影：永澤剛
- 音声：玉城善彦
- MA：小林祐二
- 音効：赤座聡子
- 編集/デザイン：古里泰司
- システム：前田優
- メイク：葉山三紀子
- 編成：立松嗣章
- 広報：遠藤恵（フジテレビ）
- AP：稲葉直人、大坪加奈、上原梓
- FD：伊藤史
- AD：川崎剛
- 演出：尾形竜太
- プロデューサー：関口大輔、古郡真也
- 制作協力：FILM LLP